# Gasthuisstraat (Haarlem)
De Gasthuisstraat is een straat in de Noord-Hollandse stad Haarlem. De straat is gelegen binnen het stadsdeel Haarlem-Centrum, in de wijk Oude Stad en in de buurt de Vijfhoek. De straat loopt in noord-zuidelijke richting en verbindt de Botermarkt met de Zuiderstraat. De straat ligt in het verlengde van de Tuchthuisstraat en het Achterlangs.
De straat is vernoemd naar het Oude of St. Gangolfgasthuis dat tot de stadsbrand van 1567 ter hoogte van de Botermarkt heeft gestaan.
Aan de Gasthuisstraat bevindt zich de 16e-eeuwse toegangspoort van de Kloveniersdoelen van Haarlem. Deze poort is vermoedelijk naar ontwerp van stadsarchitect Lieven de Key. De binnenplaats van deze doelen is bekend komen te staan als het Doelenplein. Hier is tevens de centrale vestiging van De Bibliotheek Zuid-Kennemerland te vinden.